# Powrót na wyspę Nim
Powrót na wyspę Nim (ang. Return to Nim's Island) – australijski film familijny z 2013 roku wyprodukowany przez Mazur/Kaplan Company w reżyserii Brendana Mahera.

## Opis fabuły
Nim (Bindi Irwin) wraz ze swoim ojcem, Jackiem (Matthew Lillard) nadal zamieszkują piękną wyspę. Pewnego dnia dowiadują się, że ich raj na Ziemi ma zostać zamieniony w kurort wypoczynkowy. Dziewczynka postanawia wstrzymać plany budowy, odnajdując trzy zagrożone wyginięciem gatunki zwierząt, co spowodowałoby, że jej dom stałby się rezerwatem przyrody.

## Obsada
- Matthew Lillard – Jack
- Bindi Irwin – Nim
- Toby Wallace – Edmund
- John Waters – Booker
- Sebastian Gregory – Frankie
- Jack Pearson – Ben
- Nathan Derrick – Felix